# Tijdschrift der Nederlandsche Maatschappij ter bevordering van nijverheid
Tijdschrift der Nederlandsche Maatschappij ter bevordering van nijverheid werd tussen 1897 en 1902 maandelijks uitgebracht in Nederland.
Het tijdschrift werd uitgegeven door de Nederlandsche Maatschappij ter bevordering van Nijverheid. Deze maatschappij werd in 1777 opgericht als onderdeel van de Hollandsche Maatschappij van Wetenschappen, onder de naam 'Oeconomische tak der Hollandsche Maatschappij van Wetenschappen'. Het tijdschrift besprak de onderwerpen handel, industrie, wetgeving, economische en maatschappelijke ontwikkelingen, technische noviteiten en koloniale politiek.
Het blad informeerde over de activiteiten van de Maatschappij en van haar diverse departementen. Het publiceerde bijvoorbeeld verslagen van vergaderingen, de teksten van gehouden redevoeringen, adres- en ledenlijsten en jaarrapporten. Daarnaast werden er in het tijdschrift bijdragen gepubliceerd over nieuws uit de handel en industrie. Hierbij kwamen productiecijfers van ondernemingen, nieuwe wetgeving en belastingtarieven, technische ontwikkelingen, uitvindingen en octrooiaanvragen, binnen- en buitenlandse infrastructuur (nieuwe spoorlijnen, havens) en tal van maatschappelijke ontwikkelingen (het voorkomen van stakingen, zuinigheid met brandstoffen) aan bod. Tevens bood het blad ruimte aan uitvoeriger reportages over, bijvoorbeeld, nieuwe ondernemingen, tentoonstellingen en beurzen op industrieel gebied en de situatie in de Nederlandse koloniën. Ook werden er nieuwe publicaties gesignaleerd die voor het management van ondernemingen van belang konden zijn.
Tijdschrift der Nederlandsche Maatschappij ter bevordering van nijverheid was de opvolger van De Nijverheid : wekelijksche courant (1892-1896), Tijdschrift uitgegeven door de Nederlandsche Maatschappij ter Bevordering van Nijverheid (1860-1892) en van Tijdschrift ter bevordering van nijverheid (1832-1859).